# Neottianthe
Neottianthe is een Euraziatisch geslacht van veertien terrestrische orchideeënsoorten.
Eén soort, Neottianthe cucullata (kapjesorchis), komt ook in Oost-Europa voor.

## Naamgeving en etymologie
De botanische naam Neottianthe is afkomstig van Neottia, een ander orchideeëngeslacht, en van het Oudgriekse ἄνθος, anthos (bloem), en slaat op de gelijkenis van de bloem met die van sommige Neottia-soorten.

## Kenmerken
Neottianthe-soorten zijn geofyten, terrestrische, overblijvende kruidachtige planten, die overwinteren met twee eivormige of elliptische wortelknollen.
De plant heeft een bladrozet met twee elliptische bladeren. De kelkbladen en kroonbladen zijn samengegroeid tot een helm. De bloem heeft een drielobbige lip met een spoor. Het gynostemium heeft twee parallelle of naar elkaar toegebogen retinaculi, zonder bursiculum, en met zeer korte caudiculi.

## Verspreiding en voorkomen
Neottianthe-soorten komen voor in het Palearctisch gebied, voornamelijk in China, India en Nepal. Eén soort, Neottianthe cucullata, komt over heel Azië en ook in Oost-Europa (Polen, Rusland en de Baltische staten) voor.

## Taxonomie
Neottianthe is nauw verwant en vormt een monotypische clade met Ponerorchis, Hemipilia en Amitostigma, alle afkomstig uit Azië.
De typesoort is Neottianthe cucullata.

### Lijst van soorten
- Neottianthe camptoceras (Rolfe ex Hemsl.) Schltr. 1919 (China)
- Neottianthe compacta Schltr. (1924)
- Neottianthe cucullata (L.) Schltr. (1919) (Azië, Oost-Europa)
- Neottianthe luteola K.Y.Lang & S.C.Chen (1996)
- Neottianthe oblonga K.Y.Lang (1997)
- Neottianthe ovata K.Y.Lang (1997)
- Neottianthe secundiflora (Kraenzl.) Schltr. (1919) (India, Nepal)